# ローマ進軍

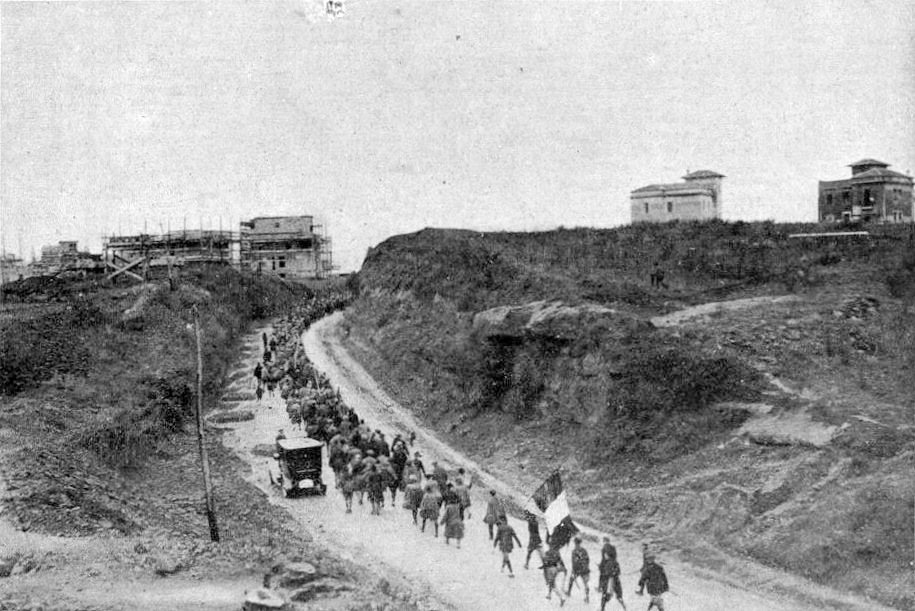
進軍するファシスト党員

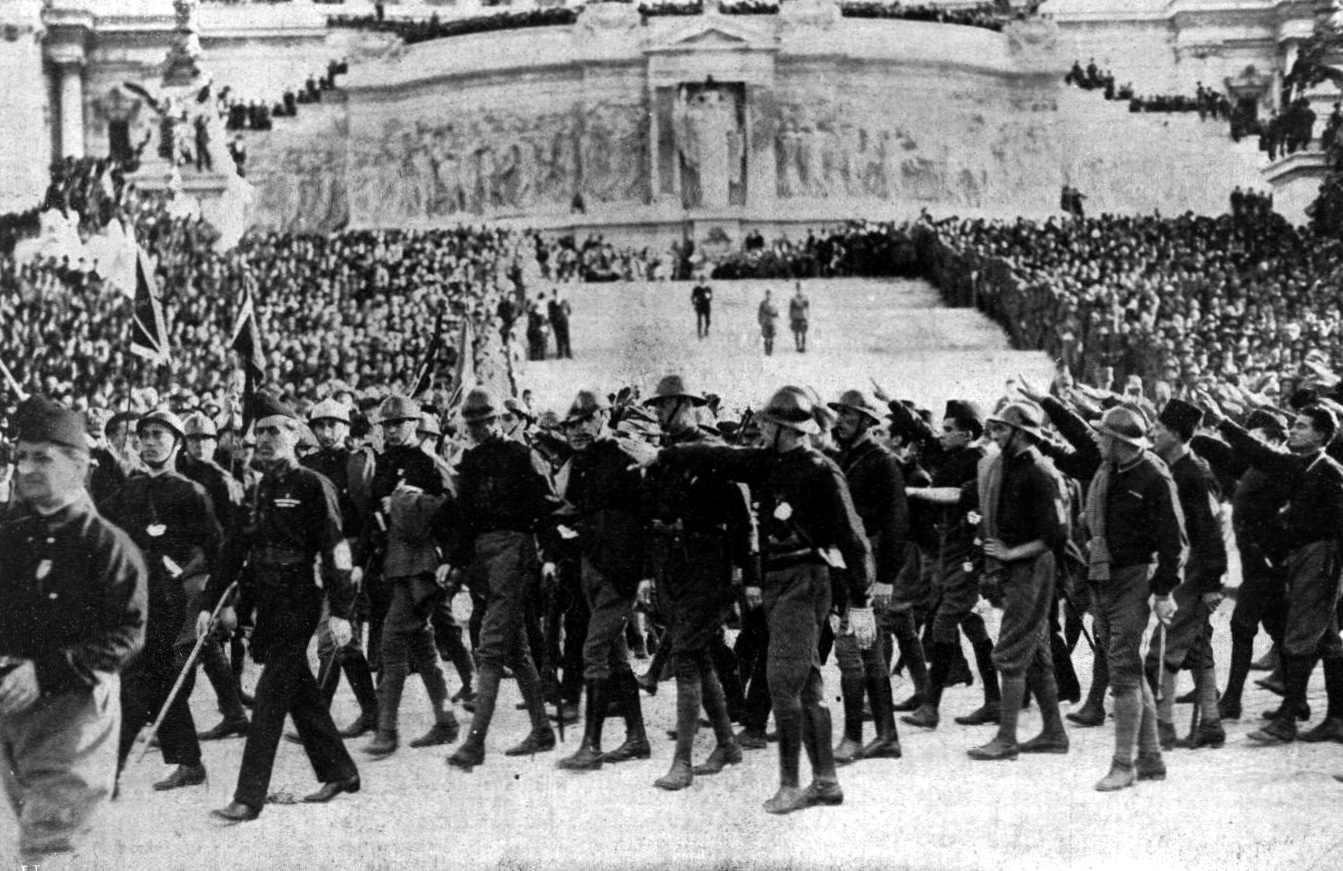
ローマに入城したファシスト党員(1922年）

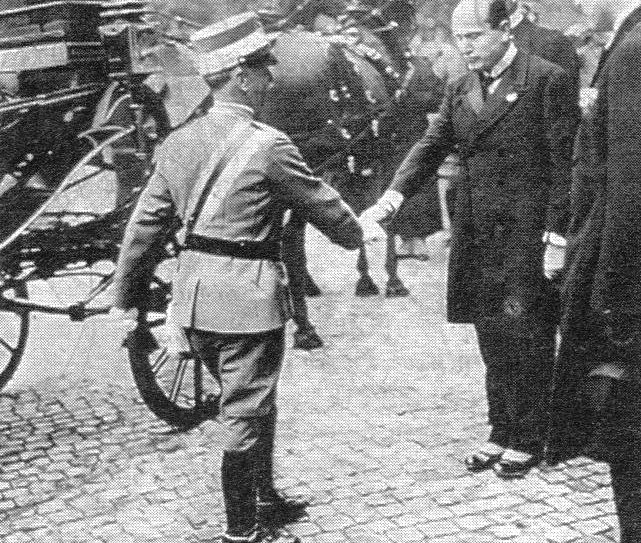
国王ヴィットリオ・エマヌエーレ3世に拝謁するムッソリーニ（1922年11月4日）

ローマ進軍（ローマしんぐん、伊: Marcia su Roma）とは、1922年10月にイタリア王国で起きた、ベニート・ムッソリーニ率いるファシスト党および民兵組織「黒シャツ隊」による、政権獲得のためのクーデターのことである。
ムッソリーニは直接行動による政権奪取を目指していたが、軍によるさまざまな妨害活動や党員間の連絡の不行き届きなどから、計画の多くが未遂に終わり、国王ヴィットーリオ・エマヌエーレ3世よりムッソリーニに組閣の命が下ったことで、実質的に無血クーデターとなった。

## 概要
1922年10月24日、ファシスト党はナポリで党大会を開き、黒シャツ隊を集結させ、首都ローマへの進軍を命じた。また、軍の一部もひそかに協力姿勢を見せた。ルイージ・ファクタ内閣や軍部の主流派は、列車で向かってくる反乱部隊に対し、武力による制圧、つまり内戦によって解決しようと試みたが、戒厳令の発布を好まなかった国王によって退けられ、ファクタは辞任に追い込まれた。それまでにムッソリーニは進軍の失敗を覚悟しており、スイスへの亡命の準備をしていたという。
10月29日、黒シャツ隊は首都ローマへ無血入城を果たし、国王は同日、ムッソリーニに組閣の大命を下した。

## 影響
1年後の1923年11月、ドイツにてアドルフ・ヒトラー率いる国民社会主義ドイツ労働者党がローマ進軍を参考にミュンヘン一揆を起こすが、翌日には鎮圧され、ヒトラーも逮捕された。
1926年5月にポーランドでユゼフ・ピウスツキが起こした権威主義軍事クーデター「五月革命」も、ローマ進軍を研究した上で起こされたものだった。五月革命はピウスツキ軍と政府軍の間で激しい市街戦が生じているものの、こちらは数日でピウスツキ率いるクーデター側が勝利した。
このように各国のファシズム団体によるローマ進軍を模倣したクーデター事件が続発した。そのほとんどは未遂に終わるか、謀議の段階で摘発されている。